# Обсада на Йерусалим (1099)
Вижте пояснителната страница за други значения на Обсада на Йерусалим.
Обсадата на Йерусалим е битка от Първия кръстоносен поход, продължила от 7 юни до 15 юли 1099 година и завършила с превземането на град Йерусалим от кръстоносците.
Кръстоносната армия наброява 11 – 12 хиляди пехотинци и над 1200 рицари от различни страни на Западна Европа, водени от графа на Тулуза Раймонд, херцога на Долна Лотарингия Годфроа дьо Буйон, графа на Фландрия Робрехт и норманския военачалник Танкред Тарантски. Градът е защитаван от значителен гарнизон, ръководен от фатимидския управител Ифтихар ад-Даула.